# الکس لاکامور
الکس لاکامور (انگلیسی: Alex Lacamoire؛ زادهٔ ۲۴ مهٔ ۱۹۷۵) آهنگساز اهل ایالات متحده آمریکا است. وی از سال ۲۰۰۱ میلادی تاکنون مشغول فعالیت بوده‌است.
از فیلم‌ها یا برنامه‌های تلویزیونی که وی در آن نقش داشته‌است می‌توان به تیک، تیک… بوم! اشاره کرد. وی همچنین برندهٔ جوایزی همچون جوایز امی ساعات پربیننده شده‌است.